# Anna Caterina de Salm-Kyrburg
Anna Caterina de Salm-Kyrburg o Anna Dorotea (en alemany Anna Katharine von Salm-Kyrburg) va néixer a Finstingen, al Departament francès de Mosel·la, el 27 de gener de 1614 i va morir a Stuttgart el 27 de juny de 1655. Era filla del comte de Salm-Kyrburg Joan Casimir (1577-1671) i de Dorotea de Solms-Laubach (1579-1631).

## Matrimoni i fills
El 26 de febrer de 1637 es va casar a Estrasburg amb el duc Eberhard III de Württemberg (1614-1674), fill de Joan Frederic I (1582-1628) i de Bàrbara Sofia de Brandenburg (1584-1636). El matrimoni va tenir catorze fills:
- Joan (1637-1659)
- Lluís (1638-1641)
- Cristià (1639-1640)
- Eberhard (1640-1641)
- Sofia Lluïsa (1642-1702), casada amb Cristià II de Brandenburg-Bayreuth (1644-1712) de la Casa de Hohenzollern.
- Dorotea (1643-1650)
- Cristina (1644-1674), casada amb Albert Ernest I d'Oettingen-Oettingen (1642-1683).
- Cristina Carlota (1645-1699), casada amb Jordi d'Ostfriesland.
- Guillem Lluís (1647-1677), casat amb Magdalena Sibil·la de Hessen-Darmstadt (1652-1712).
- Anna (1648-1691)
- Carles (1650-1650)
- Eberhardina (1651-1683), casada amb Albert Ernest I d'Oettingen-Oettingen, després d'haver enviudat de la seva germana Cristina.
- Frederic Carles (1652-1698), casat amb Elionor Juliana de Brandenburg-Ansbach (1663-1724).
- Carles (1654-1689)